# Kathy Griffin
Kathy Griffin, egentligen Kathleen Mary Griffin, född 4 november 1960 i Oak Park, Illinois, är en amerikansk skådespelerska, tevepersonlighet och ståuppkomiker.
Kathy Griffin började med improvisationsteater i Kalifornien-baserade teatersällskapet The Groundlings efter gymnasiet 1978. Under 1980-talet uppträdde hon med The Groundlings och som ståuppkomiker i Los Angeles. Hon gjorde mindre roller i teveserier som Fresh Prince i Bel Air, Cityakuten, Ellen och en talroll i Quentin Tarantinos film Pulp Fiction. I teveserien Seinfeld gjorde hon två avsnitt, det ena 1996 och det andra två år senare där hon fick större utrymme efter sitt genombrott.
Genombrottet kom 1996 när Kathy Griffin fick ett halvtimmes ståupprogram på HBO och sedan en roll som en av huvudpersonerna i Kära Susan med Brooke Shields i huvudrollen. Kathy Griffin spelade den koleriske matskribenten Vicki Groener.
Åren 2007 och 2008 vann hon två Emmy Award för Kathy Griffin: My Life on the D-List och tre år i rad, 2009–2011, har hon nominerats till Grammy för bästa ståuppkomikinspelning.
I mars 2011 hade hon premiär på Broadway med föreställningen Kathy Griffins Wants a Tony, ungefär Kathy Griffins vill ha en Tony. En Tony är ett pris som delas ut till föreställningar och skådespelare på privatteatrarna vid Broadway.
I juni 2017 fick Griffin kritik efter att ha medverkat i en bild där hon håller USA:s president Donald Trumps avhuggna huvud. Hon åkte senare samma år på en världsturne med sin stand-up show.